# Sadelpind
En sadelpind er på en cykel et rør der forbinder sadlen med stellet. Den øverste ende af sadelpinden (hvor sadlen monteres) har normalt en diameter på 22.2mm (7/8"), mens den del der passer i stellet kan have mange forskellige diametre. Ved at justere sadelpinden mere eller mindre ned i stellet (løsnes ved en skruemekanisme) indstilles sadlens højde til cyklens ejer.
Der findes to typer spændemekanismer til fastmontering af en sadel. Den ene hvor en stift med to metalklemmer på hver side griber fast i sadlens stel og den anden hvor sadelpinden har indbygget en slidsk som passer sammen med et tilhørende beslag og lukker rundt op sadlens stel.

## Fodnoter
1. ↑  Fra Sheldon Brown's Bicycle Glossary om seatpost (=saddelpind)